# 凯利·约曼斯的自杀
凯利·约曼斯（Kelly Yeomans，1984年—1997年9月28日），是英国德比市郊艾伦顿的一名13岁女生，因受同伴霸凌服用过量止痛药自杀。凯利·约曼斯的自杀曾一度成为广为传播的新闻并使儿童霸凌和其受害者受到公众关注。

## 扩展阅读
- . BBC. 3 March 1998  [16 June 2013]. （原始内容存档于2016-03-06）.